# Fürfällmühle
Fürfällmühle ist ein Gemeindeteil der Gemeinde Hainsfarth im Landkreis Donau-Ries (Regierungsbezirk Schwaben, Bayern).

## Geographie
Die Einöde liegt inmitten von Wiesen rechts an der Wörnitz, etwa 2,5 km südwestlich von Hainsfarth und knapp 2 km von Oettingen entfernt. Eine Gemeindestraße führt ins Oettinger Gewerbegebiet.

## Geschichte
In alter Zeit dürfte das Anwesen direkt beim benachbarten Hefehof gelegen haben. Dieser „zweite Hefehof“ fiel öde und wurde an der heutigen Stelle neu aufgebaut. Es bestand aus einer Getreidemühle und einem Hof. Die Getreidemühle wurde 1328 von den Spät von Steinhart-Faimingen nach einem Rechtsstreit dem Kloster Auhausen überlassen, der Hof dagegen gehörte zunächst dem Deutschen Orden (Kommende Oettingen), bis am 6. September 1369 auch er an das Kloster verkauft wurde.
Fürfällmühle gehört seit der Gemeindegründung 1818 zur Gemeinde Hainsfarth.